# Ielena Samoïlova
Ielena Leonidovna Samoïlova (en russe : Елена Леонидовна Самойлова) est une joueuse de volley-ball russe née le 7 août 1988. Elle mesure 1,88 m et joue au poste de centrale. Elle totalise 22 sélections en équipe de Russie. Sa sœur Maria Samoïlova est également joueuse de volley-ball.

## Clubs
| Club                     | De        | À         |
| ------------------------ | --------- | --------- |
| Avtodor-Metar            | 2005-2006 | 2008-2009 |
| VK Tioumen               | 2009-2010 | 2010-2011 |
| Proton Balakovo          | 2012-2013 | 2012-2013 |
| Avtodor-Metar            | 2013-2014 | 2014-2015 |
| VK Metar                 | 2015-2016 | 2017-2018 |
| JVK Ienisseï Krasnoïarsk | 2018-2019 | 2019-2020 |
| VK Dinamo-Metar          | 2020-2021 | …         |

## Palmarès

### Équipe nationale
- Championnat d'Europe des moins de 18 ans
  - Finaliste: 2005.
- Championnat du monde des moins de 18 ans
  - Finaliste: 2005.

### Clubs
- Coupe de Russie
  - Finaliste : 2018.